# Moara cu noroc
Moara cu noroc este o nuvelă scrisă de Ioan Slavici, tratând consecințele pe care dorința de îmbogățire le are asupra destinului uman. Nuvela este publicată în anul 1881, în volumul Novele din popor, alături de alte nuvele ale scriitorului, precum: Popa Tanda, Gura satului, O viață pierdută, La crucea din sat, Scormon și Budulea Taichii. Majoritatea criticilor o consideră una dintre creațiile cele mai importante ale autorului, alături de Pădureanca și romanul Mara.

## Analiză literară
Tema nuvelei o reprezintă consecințele negative pe care setea de îmbogățire le aduce asupra destinului omenesc. Autorul este convins că goana după bani aduce numai rele în viață și, în final, duce la pierzanie. Astfel, Moara cu noroc este o nuvelă psihologică care are loc în satul transilvănean din a doua parte a secolului al XIX-lea.
Nuvela are 17 capitole nenumite (numerotate cu cifre romane), cu o narațiune în ordine cronologică și o compoziție clasică.
Moara cu noroc începe și se termină cu cuvintele bătrânei, soacra lui Ghiță: „Omul să fie mulțumit cu sărăcia sa, căci, dacă e vorba, nu bogăția, ci liniștea colibei tale te face fericit.” și respectiv „Simțeam eu că nu are să iasă bine; dar așa le-a fost data.” care sugerează unitatea întregului.
În nuvelă apar numeroase expresii populare și proverbe, ca de exemplu, „ce-i în mână nu-i minciună“, „când mi-i vedea eu ceafa cu ochii“.
George Călinescu în Istoria literaturii române de la origini până în prezent consideră că Moara cu noroc este „o nuvelă solidă, cu subiect de roman. Marile crescătorii de porci în pusta arădană și moravurile sălbatice ale porcarilor au ceva din grandoarea istoriilor americane cu imense prerii și cete de bizoni.[...] Sămădăul Lică este un hoț și un ucigaș, acoperit de persoane tari [...] Cârciumarul Ghiță se pune în drumul porcarilor, unde se câștigă bani mulți, și se așeză la mijloc între ordinea juridică a statului și legislația mutuală a hoților.”

## Personaje
- Lică Sămădăul
- Ghiță
- Ana
- Săilă Boarul
- Răuț
- Buză-Ruptă
- Pintea - jandarm
- Mama Anei
- Laie - una din slugile lui Ghiță
- Marți - a doua slugă a lui Ghiță
- Uța - una din slugile lui Ghiță
- Petrișor - copilul lui Ghiță și al Anei

## Ecranizări
Nuvela a fost ecranizată în 1955 de către regizorul Victor Iliu. Filmul a fost nominalizat la Palm d'or la Festivalul Filmului de la Cannes. În 2015 a fost ecranizată de regizorul Marian Crișan ca Orizont (adaptare liberă).

## Traduceri
- în maghiară: Jószerencse malma, 1970 (cu o postfață de Gyula Dávid).
- în esperanto: La muelilo de la fortuno, trad. Lenke Szász. Antwerpen: Flandra Esperanto-Ligo, 2018.